# Groveton (Nou Hampshire)
Groveton és una concentració de població designada pel cens dels Estats Units a l'estat de Nou Hampshire. Segons el cens del 2000 tenia 1.197 habitants.

## Demografia
Segons el cens del 2000, Groveton tenia 1.197 habitants, 514 habitatges, i 323 famílies. La densitat de població era de 213 habitants per km².
Dels 514 habitatges en un 30,7% hi vivien nens de menys de 18 anys, en un 45,9% hi vivien parelles casades, en un 12,1% dones solteres, i en un 37% no eren unitats familiars. En el 32,3% dels habitatges hi vivien persones soles el 18,7% de les quals corresponia a persones de 65 anys o més que vivien soles. El nombre mitjà de persones vivint en cada habitatge era de 2,33 i el nombre mitjà de persones que vivien en cada família era de 2,9.
Per edats la població es repartia de la següent manera: un 25% tenia menys de 18 anys, un 6,9% entre 18 i 24, un 27,3% entre 25 i 44, un 21,4% de 45 a 60 i un 19,5% 65 anys o més.
L'edat mediana era de 39 anys. Per cada 100 dones de 18 o més anys hi havia 85,9 homes.
La renda mediana per habitatge era de 26.801 $ i la renda mediana per família de 30.938 $. Els homes tenien una renda mediana de 29.028 $ mentre que les dones 18.828 $. La renda per capita de la població era de 13.516 $. Entorn de l'11,7% de les famílies i el 14,5% de la població estaven per davall del llindar de pobresa.

## Poblacions més properes
El següent diagrama mostra les poblacions més properes.